# Réserve intégrale de Lauvitel
La réserve intégrale de Lauvitel est une réserve intégrale de France située en Isère, dans le parc national des Écrins. Créée en 1995, elle vise à assurer un haut niveau de protection du vallon en amont du Lauvitel, un lac de l'Oisans. Son accès est par conséquent strictement interdit à tout visiteur, exception faite du personnel du parc national. Il est néanmoins possible de s'approcher de la réserve intégrale en se rendant sur la rive nord du Lauvitel qui offre un point de vue sur le fond du vallon ou encore aux sommets de la tête de la Muraillette ou de l'aiguille de Vénosc à l'est.